# Guy de Sève de Rochechouart
Guy de Sève de Rochechouart (né à Paris le 16 juin 1640 - mort à Arras le 27 décembre 1724), est un ecclésiastique qui fut évêque d'Arras de 1670 à sa mort.

## Biographie
Guy de Sève  nait à  Paris le 16 juin 1640, il est le fils d'Alexandre de Sève, prévôt des marchands de Paris, et de Marie-Marguerite de Rochechouart. Docteur de la faculté de la Sorbonne à Paris, il reçoit à l'âge de 18 ans en commende, l'abbaye de Saint-Michel en Thiérache dans le diocèse de Laon. Il est ordonné prêtre le 20 mars 1666 puis est désigné par le roi comme 60e évêque d'Arras le 26 juillet 1670. Il est consacré le 30 novembre suivant dans l'église des prêtres de l'Oratoire à Paris par Jean-Baptiste Adhémar de Monteil de Grignan archevêque titulaire de Claudiopolis-en-Honoriade (de) en Bithynie.
Prélat zélé il publie un grand nombre de mandements qui sont rassemblés et publiés en 1719. La même année le 11 décembre 1719 il nomme son neveu et homonyme Guy de Sève de Rochechouart d'Izy archidiacre et grand vicaire comme coadjuteur et le laisse gérer le diocèse. Il tente en vain de se démettre de l'évêché en sa faveur en 1722. Il meurt le 27 décembre 1724 doyen des évêques de France à 85 ans et il est inhumé dans sa cathédrale.

## Sources
- (en) Catholic-Hierachy.org: Guy de Sève de Rochechouart